# Summit Camp
Summit Camp, également Summit Station, est une station de recherche ouverte toute l'année près du sommet de l'inlandsis du Groenland. La station est située à 3 216 mètres d'altitude. La population de la station est généralement de cinq en hiver et d'un maximum de 38 en été. La station est exploitée par la Fondation nationale pour la science des États-Unis et par l'entrepreneur de soutien logistique Battelle Arctic Operations Research (Battelle ARO). Un permis du Centre polaire danois (danois : Dansk Polarcenter) sous les auspices du gouvernement autonome du Groenland (groenlandais : Kalaallit Nunaanni Inatsisartut) qui est tenu de visiter la station.

## Description
La station est située à environ 360 km de la côte est et à 500 km de la côte ouest du Groenland, soit environ 200 km au nord-nord-est de la station historique d'Eismitte. La ville la plus proche est Ittoqqortoormiit, à 460 km à l'est-sud-est. La station ne fait cependant pas partie de la municipalité de Sermersooq, mais se situe dans les limites du parc national du Nord-Est du Groenland. Elle se compose de la grande maison (communications et cuisine), de l'installation scientifique mobile, de l'observatoire temporaire de veille atmosphérique, du module d'amarrage, d'un garage, d'un générateur combinés et de bâtiments de stockage.
Pendant les mois d'été, la station est accessible via l'aéroport de Kangerlussuaq avec des avions LC-130 Hercules qui atterrissent sur une piste enneigée de 4 572 m de longueur sur 60 m de largeur qui est préparée et régulièrement damée pour les avions équipés de skis. L'accès d'hiver est rare, en utilisant des avions plus petits et équipés de skis tels que le DHC-6 Twin Otter utilisé par Norlandair .

## Histoire

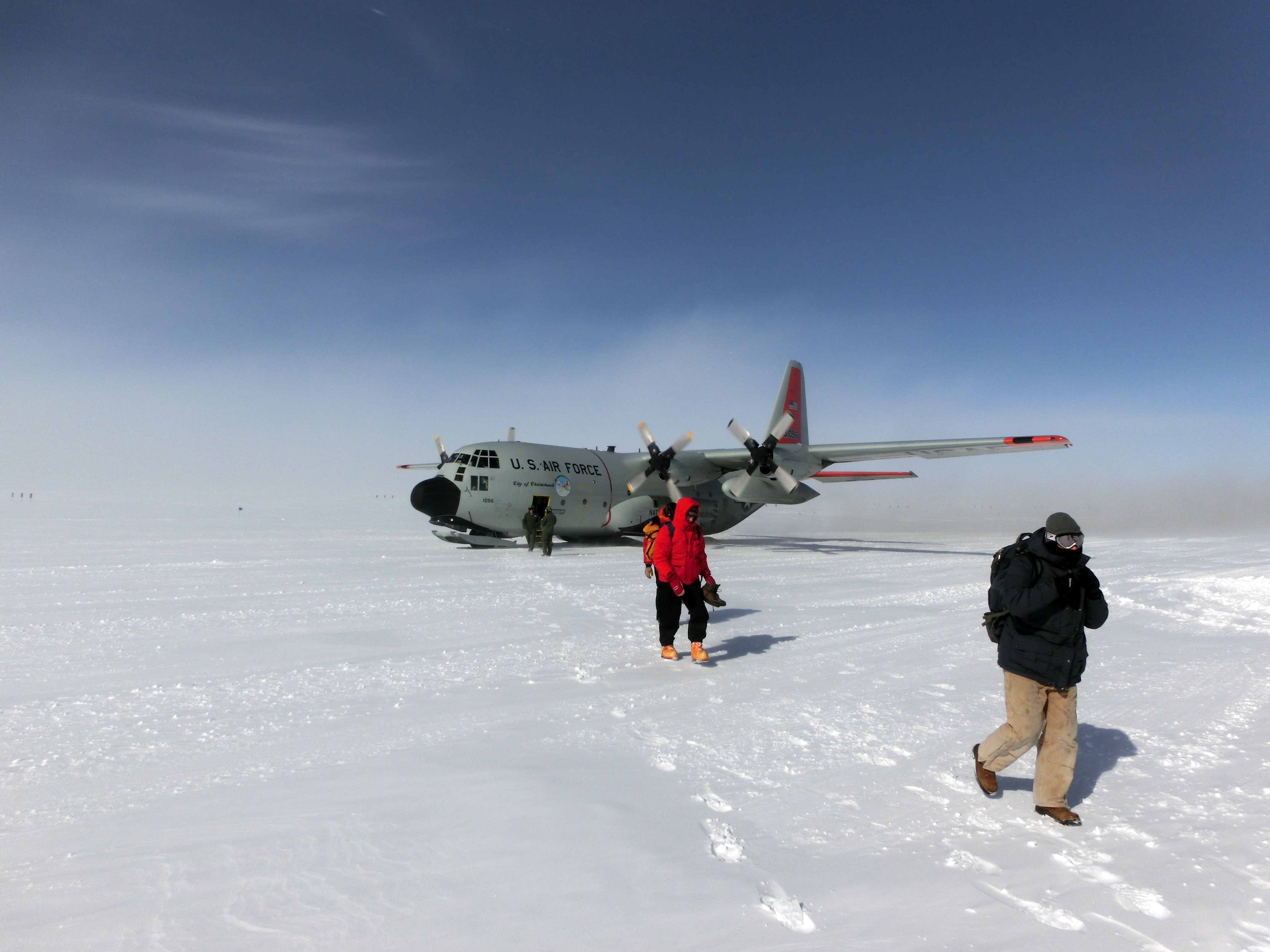
C-130 Hercules à la base.

La station Summit a été établie en avril 1989 à l'appui de l'effort de carottage dans la glace profonde du Greenland Ice Sheet Project Two (GISP2). Un C-130 équipé de skis de la Garde nationale aérienne de New York a effectué un atterrissage dans la neige à proximité du site, amenant l'équipe de mise en place composée de Mark Twickler, Jay Klink, Michael Morrison et de deux spécialistes de la navigation : Doug Roberts et Jim Normandeau. Ces derniers ont localisé l'emplacement exact choisi pour le site de forage GISP2, ont établi un campement et aménagé la piste.
Les vols suivants ont apporté des matériaux et du personnel supplémentaires nécessaires à la construction de la station. Deux structures principales ont été planifiées et construites : la Grande Maison, un bâtiment en panneaux isolés (abritant une cuisine, un espace commun et un bureau), surélevé pour minimiser les congères, ainsi qu'un dôme géodésique pour loger l'équipement de forage. De vastes tranchées sous la neige ont également été construites pour abriter les installations de manutention, de traitement et de stockage des carottes. De nombreuses petites huttes et tentes ont également été érigées comme zones de stockage et de magasin, ainsi que comme dortoirs. Ceux-ci sont érigés et démontés chaque saison.

Occupée à l'origine uniquement en été, la station est occupée toute l'année depuis 2003, avec une population hivernale de 4 à 5 personnes.
Le 1er juillet 1993, le socle rocheux a été atteint.

## Climat
Le climat est classé comme celui d'une calotte glaciaire : aucun mois n'ayant une température moyenne supérieure à 0 °C. Les températures maximales quotidiennes typiques à Summit Camp sont d'environ −35 °C en janvier et de −10 °C (14 °F) en juillet. Les températures minimales hivernales sont généralement d'environ −45 °C et ne dépassent que rarement −20 °C.
La température maximale record à Summit Station est de 2,2 °C, enregistrée le 13 juillet 2012 et le 28 juillet 2017. La température la plus basse enregistrée est de −63,3 °C le 21 février 2002. Le 6 juillet 2017, le site a enregistré la température la plus basse de l'hémisphère nord pour le mois de juillet à −33 °C,.
Le 14 août 2021, il a plu toute la journée au Summit Camp, marquant la première fois depuis le début de la tenue des dossiers (2008) que la pluie tombait sous forme liquide au sommet glaciaire du Groenland.